# Kuruk Tagh
Das Kuruk Tagh-Gebirge ist ein Ausläufer des östlichen Tian-Shan-Gebirges in Xinjiang, Nordwest-China. Die Bergkette hat in der Nähe der Stadt Korla ihre höchsten Gipfel mit maximal 2800 m und fällt nach Osten hin zunehmend ab. Im zentralen Kuruk Tagh gibt es weite vegetationslose Plateaus. Täler mit guter Vegetation waren Winterweiden für mongolische Hirten. Ab den 1960er Jahren wurde das Gebirge als Nuklearwaffentestgebiet genutzt.

## Geographie/Geologie
Das Kuruk Tagh-Gebirge (chinesisch 库鲁克塔格, Pinyin Kuruktag, W.-G. K'u-lu-k'o-t’a-ka; uigurisch ‚Trockenes Gebirge‘; mongolisch Hurtegen-Ul „Regengebirge“ – alternativ: Quruq Tagh, Kuruktagh, Kuluketage, Kuruktage Shan) befindet sich in der Autonomen Region Xinjiang im Nordwesten der VR China. Es ist eine Bergkette im östlichen Tian-Shan-Gebirge am Nordostrand des Tarimbecken. Sie erstreckt sich über eine Länge von etwa 450 km zwischen der Stadt Korla im Westen und dem Bei Shan-Gebirge im Osten. Im Westen beginnt die Bergkette bei der Stadt Korla, wo der Fluss Kongque vom Bosten-See kommend in das Tarimbecken fließt und sie von der sich weiter westlich anschließenden Borochotan-Bergkette trennt. Im Süden des Kuruk Tagh liegt die Lop-Senke, der tiefstgelegene Teil des Tarimbecken. Die Landschaft zwischen Korla und dem ausgetrockneten Lop Nor heißt Kuruk Tagh-Wüste (auch Lop- oder Lop Nor-Wüste genannt) und östlich vom Lop Nor heißt sie Kumtag-Wüste.
In seinem Osten, nordöstlich vom Lop Nor, wird der Kuruk Tagh durch die Bailongdui-Wüste mit ihren Yardang-Formationen vom Bei Shan-Gebirge getrennt, das die Gebirgszüge weiter in Richtung Osten fortsetzt.
Nach Norden wird der Kuruk Tagh begrenzt durch das Yanqi-Becken (mit der Stadt Yanqi und dem Bosten-See im Westen) und das Qumishi-Becken (mit der Ortschaft Kumishizhen), die es vom nördlich liegenden Chöl Tagh-Gebirge trennen.
Die westlichen Berge, bei Korla, tragen Namen wie Bortoula, Argyy, Bugur und so weiter. Dort befinden sich die höheren Berge des Massivs. Angaben zum höchsten Gipfel streuen um die 2750 m (2674 m, 2704 m, 2782 m, 2809 m.). Sein Name lautet Xi Dashan (chinesisch 西大山, Pinyin Xi Dashan, W.-G. xīdàshān), was so viel wie Großer Berg im Westen bedeutet. Im zentralen Bereich gibt es großflächige, vegetationslose Plateaus und Hügel. Es wird zwischen Nanshan (Südberge) und Beishan (Nordberge) unterschieden.
Das Kuruk Tagh-Gebirge war Kernwaffentestgebiet. Deswegen war es lange Zeit militärisches Sperrgebiet und ist es in großen Teilen heute auch noch. Verstreut über die ganze Breite des zentralen Gebirges befinden sich die Zonen, in denen die Nuklearbomben zur Explosion gebracht wurden und zahlreiche Ruinen von aufgegebenen Installationen. Dort liegen die Oasensiedlungen Qinggir (auch Singer, Xinger) (41° N, 89° O) im Norden und Xingdi (historisch Shindi) (41° N, 88° O) im Süden, die vormals einzigen permanenten Siedlungen im Kuruk Tagh.
Der Kuruk Tagh ist ein tektonisch aktives Gebirge das von mehreren Verwerfungen durchzogen wird. Die auffälligsten sind die west-ost-orientierte Xingdi-Verwerfung am Südrand und die Xinger-Verwerfung am Nordrand. Die Schlupfraten betragen um die 8 mm pro Jahr und die vertikalen Verschiebungen 1 mm pro Jahr. In einem größeren Umkreis wurden seit 1964 bis zur Jahrhundertwende 370 Erdbeben gezählt.

## Historisches

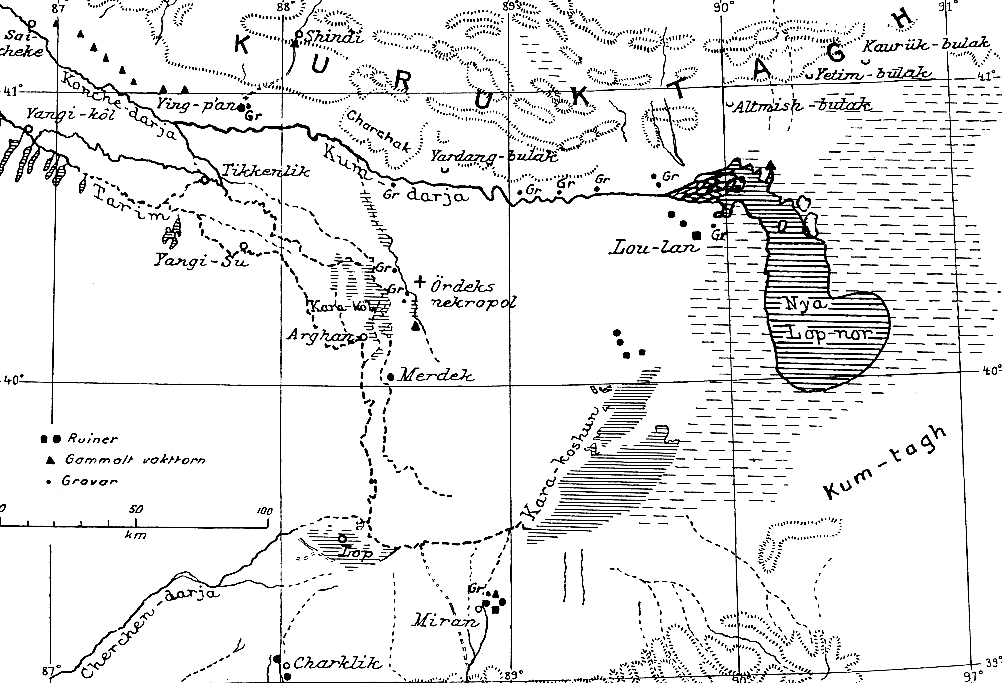
1935: Die Karte des schwedischen Archäologen Bergmann zeigt am oberen Rand den südlichen Teil des Kuruk Tagh-Gebirges und die Oase Shindi (heute Xingdi) sowie eine Reihe von Brunnen an seinem Fuß.

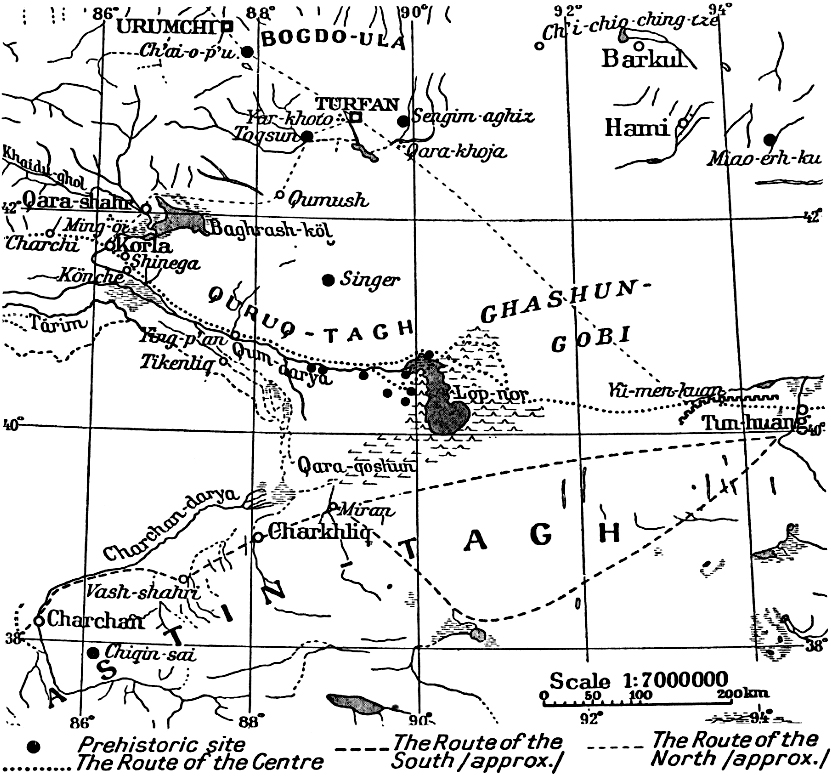
1939: In dieser Übersichtskarte zur Region in dessen Zentrum der Lop Nor steht ist das Kuruk Tagh-Gebirge (Quruq-Tagh) nur ein weißer Fleck. Die Oase Singer (heute Qinggir, Xinger oder Xingeer) im nördlichen Zentrum und weiter westlich davon der Xingdi-Fluss der aus den Bergen nach Ying-p‘an fließt sind die einzigen Details des Kuruk Tagh.(Bergmann, 1939)

Das Gebirge war immer nur dünn und meist auch nur sporadisch besiedelt. Turkvölker die Landwirtschaft betrieben siedelten sich in den wenigen Oasen, meist am Fuße des Gebirges an. Weil es für sie im Gebirge zu wenig Oberflächenwasser gab nannten sie es das Trockene Gebirge, gemäß der Übersetzung von Kuruk Tagh. Mongolische Hirten zogen mit ihren Tieren durch die Weiden im Gebirge. Sie nannten es Hurtegen-Ul, das Regengebirge. Für sie waren die seltenen Regenfälle im Gebirge eine ernste Gefahr durch plötzlich anschwellende Wassermassen die zu Tal stürzten.
Die früheste nachgewiesene Besiedlung, findet sich an der Südseite am Xiaohe, wo schon zur Bronzezeit, 1800 v. Chr. Menschen in einem damals fruchtbaren Flusstal lebten. Ebenfalls an der Südseite des Kuruk Tagh verlief die sogenannte zentrale Route der historischen Seidenstraße von Korla über andere, heute meist aufgegebene Oasen am Lop Nor nach Dunhuang. Im Norden umquerte die sogenannte nördliche Route der Seidenstraße das Gebirge ab Korla über Yanqi durch das Turfan-Hami-Becken nach Dunhuang.
In der Endphase des Kolonialismus rückte auch das entlegene Zentralasien in den Fokus westlicher Geographen und Sinologen. Beginnend mit den kolonialen Bestrebungen des Russischen Kaiserreichs wurde das Gebiet zunehmend systematisch erkundet. Gegen Ende des 19. Jahrhunderts erforschte der russische Geograph Grum-Grschimailo als erster das Kuruk Tagh-Gebirge. Bald wurden von dem Gebiet die ersten Generalstabskarten im Maßstab 1:1.680.000 aufgelegt.
Es folgten andere europäische Entdecker die mit aufwändigen Expeditionen die umliegenden Täler, wie das Turfan- oder das Tarim-Becken auskundschafteten und dabei manchmal auch das Kuruk Tagh-Gebirge untersuchten. Damals gab es einen Weg, der von Turpan kommend quer durch das Gebirge über Qinggir und Xingdi führte und von dort aus dem Gebirge hinaus zur Oase Yingpan (41° N, 88° O) an einem Fluss im Lop-Becken.
1906 kam der österreich-ungarische Archäologe Aurel Stein zum Kuruk Tagh. Als er von der Ferne die rötlich-braune Kammlinie des Kuruk Tagh-Gebirges sah, beschrieb er es als trostlose kahle Berge. Bei seiner Weiterreise am Fuß des Kuruk Tagh entlang fanden die Expedition dennoch ausreichend Wasser und Weiden für ihre Kamele und auch frühhistorische Siedlungsspuren.
1928 reiste der britische Armeeoffizier und Entdecker Reginald Schomberg durch das zentrale Kuruk Tagh-Gebirge von Turfan kommend über Qinggir und Xingdi zur Südseite. Er berichtete, dass Qinggir der erste bewohnte Ort auf dem Weg war. Die Siedlung bestand aus zwei Häusern, einem vernachlässigten Obstgarten, üppigen Weiden, einigen Feldern und hatte ausgezeichnetes Wasser. Er beschrieb das Kuruk Tagh als ein Gebirge, in dem es nur spärlich Wasser an der Oberfläche gab, aber reichlich in Brunnen. Im nördlichen Kuruk Tagh gab es großflächige, vegetationslose Plateaus und Hügel. Die einzige permanente Siedlung dort war Qinggir (Singer). Im übrigen Gebirge fand er üppige Vegetation. Es gab reichlich Gras, Gestrüpp und häufig Balsampappeln. Er erfuhr, dass die Khoshuud Mongolen aus der Gegend um Yanqi ihre Winterquartiere in den Tälern des Gebirges aufschlugen. Xingdi beschrieb er als eine Siedlung an einem Fluss mit gutem Wasser, zahlreichen Bäumen und guten Feldern.
Im Rahmen der sogenannten Chinesisch-Schwedischen Expedition, von der sich im Nachhinein herausstellte, dass sie zu Aufklärungszwecken von der deutschen Regierung mitfinanziert worden war, begannen im Sommer 1929 der Astronom und Geodät Niels Ambolt und der Geologe Erik Norin eine systematische Erkundung des Kuruk Tagh. Nach Angaben von Ambolt war Xingdi damals ein kleiner Ort mit ungefähr 50 Einwohnern, und damit das größte Dorf im Gebirge. Den Kuruk Tagh beschrieb er als Bergkette mit kahlen Bergen.
Ab 1959 wurde das Kuruk Tagh-Gebirge Teil eines damals geheimen Atomwaffenentwicklungs und -testgebietes, in der westlichen Welt als Kernwaffentestgelände Lop Nor bezeichnet. Das Sperrgebiet mit insgesamt mehr als 100.000 km² Fläche umfasste auch weite Teile der benachbarten Landschaften. Im Tal am Westende des Kuruk Tagh, am Bosten-See lag das Hauptquartier. Dort wurde eine Militärbasis und ab 1963 die Stadt Malan (42° N, 87° O) und ein Kernforschungszentrum gebaut. In über 100 km Entfernung davon, im zentralen Bereich des Gebirges lag das 20.000 km² umfassende Testgebiet. Das Gebirge wurde mit zahlreichen Straßen erschlossen, die bis in die 1980er Jahre eine Gesamtlänge von mehr als 2000 km erreichten. Der erste chinesische Nuklearbombentest (42° N, 89° O) fand im Oktober 1964, in 30 km Entfernung von der Ortschaft Qinggir statt, in einer Ebene am Nordrand des Kuruk Tagh. Die späteren Nuklearwaffenexplosionen (weitere 44) konzentrierten sich in drei Zonen für unterirdische Tests, die mehr oder weniger als 100 km östlich vom Bosten-See liegen (Testzone A 42° N, 88° O; Testzone B 41° N, 88° O; Testzone C 42° N, 89° O.) und eine Zone für oberirdische Tests die rund 100 km westlich vom Lop Nor am Südrand des Gebirges, am Übergang zur Kuruk Tagh-Wüste liegt (Testzone D 41° N, 90° O). Es gibt Berichte, dass ab den frühen 1980er Jahren in der Region auch bakteriologische Waffen getestet wurden. 1986 wurde die Basis aufgelöst und das Sperrgebiet reduziert. 1996 fand dort der letzte Nuklearwaffentest statt.
2013 wurden die aufgegebenen Einrichtungen am Bosten-See als Themenpark für den von Chinas Führung propagierten sogenannten Roten Tourismus hergerichtet. Im Gebirge gibt es neben zahlreichen, verstreut liegenden Ruinen oder Überresten von Gebäuden oder Gebäudekomplexen, Trassen und Markierungen auch gegenwärtig noch vereinzelt umfangreiche Einrichtungen. Weite Teile des Gebirges sind wahrscheinlich immer noch Sperrgebiet. Allein das unmittelbar für die nuklearen Detonationen genutzte Gelände beträgt fast 200 km². Es ist allerdings nicht bekannt zu welchem Zweck die bestehenden Anlagen genutzt werden. Es wird angenommen, dass es ein Endlager für radioaktive Abfälle und ein Lager für taktische Kernwaffen im Gebirge gibt.